# تحصیل بالاکوت
تحصیل بالاکوت (به انگلیسی: Balakot Tehsil) یک تحصیل در پاکستان است که در خیبر پختونخوا واقع شده‌است. بالاکوت شهر اصلی این منطقه است. این یکی از شهرهایی بود که در زلزله 2005 کشمیر در 8 اکتبر 2005 بیشترین آسیب را دید و تخمین زده می شود 80 درصد از ساختمان های آنجا ویران شده اند. روستاها به شدت آسیب دیدند و رانش زمین هزاران نفر را از بالاکوت که نیروهای امدادی به بازماندگان کمک می کردند، قطع کرد.
جمعیت آن تا سال 2017، 273000 نفر بوده است. زبان گفتاری اصلی تحصیل هندکو است.